# 小行星25189
小行星25189（25189 Glockner）是一颗绕太阳运转的小行星，为主小行星带小行星。该小行星于1998年9月发现。

## 轨道参数
小行星25189的轨道半长轴为377 534 973 km（2.5236295 UA），离心率为0.16。